# Lina Prokofjewa
Lina Iwanowna Prokofjewa (russisch Лина Ивановна Прокофьева; spanisch Lina Prokófiev; * 21. Oktober 1897 in Madrid; † 3. Januar 1989 in London; gebürtig Carolina Codina) war eine spanisch-sowjetische Sängerin, die unter dem Bühnennamen Lina Llubera auftrat. Sie war die erste Ehefrau des russischen Komponisten Sergei Prokofjew.

## Leben
Carolina Codina war die Tochter von Olga (geborene Nemysskaja) und Juan Codina. Beide Eltern waren Sänger. Die Mutter stammte aus der Ukraine, der Vater war Spanier. Bereits als Kind bereiste sie mit ihren Eltern Russland. Die Familie lebte einige Jahre in der Schweiz, bevor sie nach New York auswanderte. Carolina, „Lina“ genannt, machte dort ihren High-School-Abschluss.
1918 lernte sie Sergei Prokofjew in New York kennen, die beiden lebten ab den 1920er Jahren vorwiegend in Paris. Sie interpretierte einige seiner Gesangsstücke, so unter anderem die Fünf Gedichte, op. 36, von Balmont, die Prokofjew ihr widmete.
1923 heirateten Codina und Prokofjew in Ettal bei Oberammergau. Im gleichen Jahr feierte sie ihr Debüt als „Gilda“ in Rigoletto in Mailand. 1924 kam der Sohn Swjatoslaw, der später Architekt wurde († 2010), und 1928 der Sohn Oleg, später Bildhauer und Maler († 1998), zur Welt. Nach einigen Jahren des Pendelns zwischen Moskau und Paris ließen sich die Prokofjews 1936 endgültig in Moskau nieder. In der Sowjetunion stagnierte Lina Prokofjewas Gesangskarriere. Ab 1939 begann Sergei Prokofjew eine Affäre mit der Schriftstellerin Mira Mendelson, was 1941 zur Trennung des Ehepaares führte. Obwohl Lina nicht in die Scheidung einwilligte, heirateten Mira Mendelson und Prokofjew am 13. Januar 1948 unter Ausnutzung eines sowjetischen Gesetzes von 1944, nach dem alle Ehen registriert werden mussten, um gültig zu sein, was die Prokofjews nicht getan hatten.
Unter dem falschen Vorwurf der Spionage wurde Lina Prokofjewa am 20. Februar 1948 verhaftet, zu 20 Jahren Arbeitslager verurteilt und in das sibirische Gulag-Sonderlager IntaLag verbracht. Mit der sukzessiven Auflösung der Gulags im Zuge der Ära Chruschtschow wurde sie 1956 vorzeitig entlassen. 1974 erhielt sie die Ausreisegenehmigung, nahm wieder die spanische Staatsbürgerschaft an und ließ sich zunächst in Paris und später in London nieder. Da sie außerhalb der Sowjetunion weiterhin als legitime Witwe von Sergei Prokofjew galt, hatte sie die Rechte an den Werken und lebte von den Tantiemen (Mira Mendelson war 1968 gestorben). 1983 initiierte sie die Gründung der Sergei Prokofiev Foundation. 1986, im Alter von 88 Jahren, machte sie ihre einzige bekannte Tonaufnahme als Erzählerin von Peter und der Wolf mit dem Royal Scottish National Orchestra unter Neeme Järvi.
Am 3. Januar 1989 verstarb sie 91-jährig in London und wurde im französischen Meudon beigesetzt.